# Bahá'istické svatyně v Haifě a západní Galileji
Bahá'istické svatyně v Haifě a západní Galileji je název kulturní památky světového dědictví UNESCO v Izraeli. Zahrnuje dvě nejposvátnější místa bábismu spojená s jeho zakladateli - Bahá'u'lláhovu svatyni v Akku a svatyni Bába v Haifě spolu s jejich okolními zahradami, terasami a přidruženými budovami. Na seznam UNESCO se dostaly pro svůj hluboký duchovní význam a svědectví, které podávají o silné tradici poutí v Bahá’i víře.

## Přehled budov
Pod ochranou UNESCO je několik lokalit:
- Světové centrum Bahá’í je známé zejména svými zahradami a terasami, které se rozprostírají v Haifě od přístavu až k vrcholu hory Karmel. Kromě samotné svatyně Bába zahrnuje i např. sídlo Světového domu spravedlnosti, sídlo Mezinárodního školícího centra, Mezinárodního archivu a Centra pro studium posvátných textů.
- Poutnické domy v Haifě
- Hřbitov Bahá'í a tzv. místo zjevení v Haifě
- Venkovský dům Bahá’i
- Akko: dům Abbúd, budova vězení, dům Abdu'llaha Pasha
- Zahrada Ridvan
- Sídlo Mazra'ih
- Zahrada Junayn

## Galerie

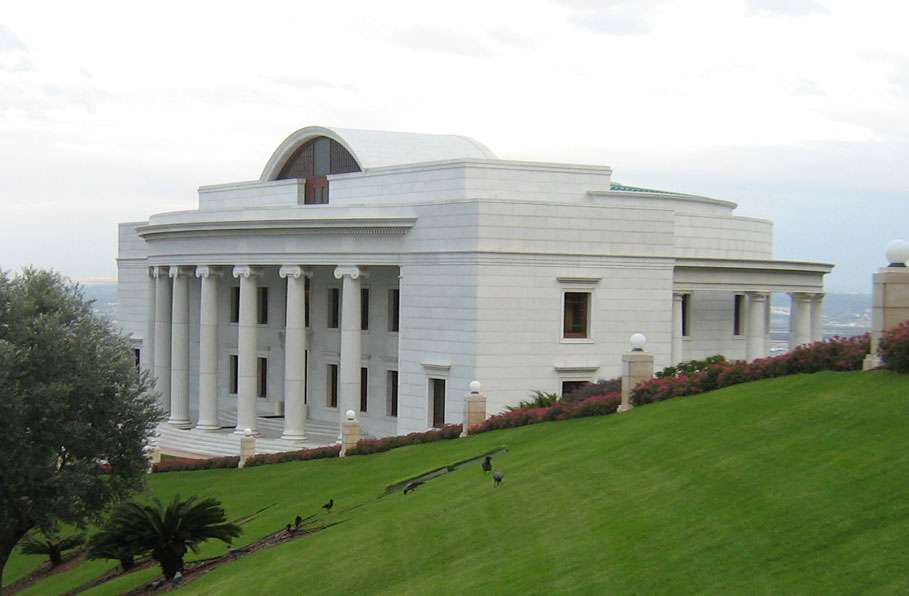
Sídlo Mezinárodního školícího centra
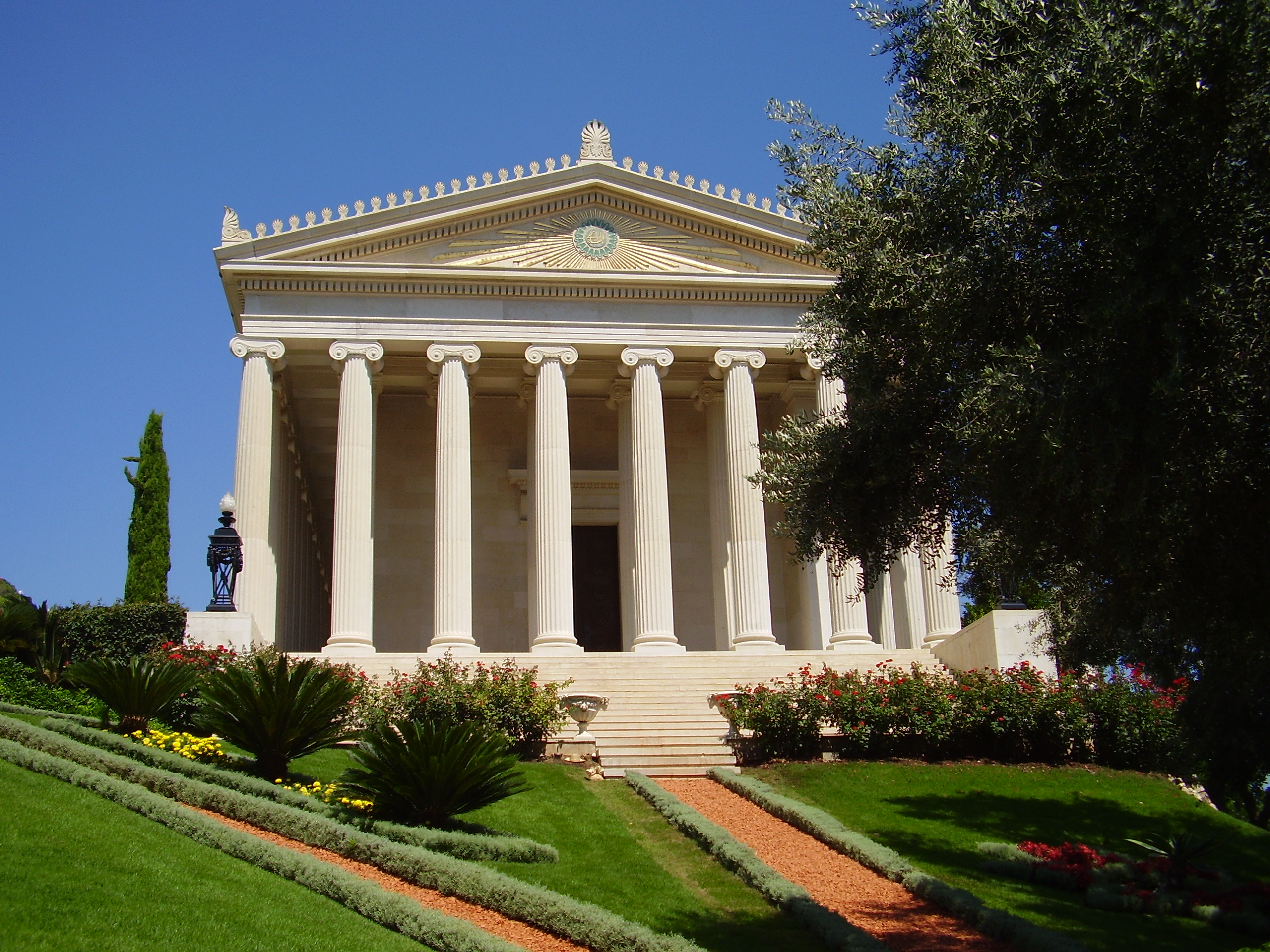
Sídlo Mezinárodního archivu
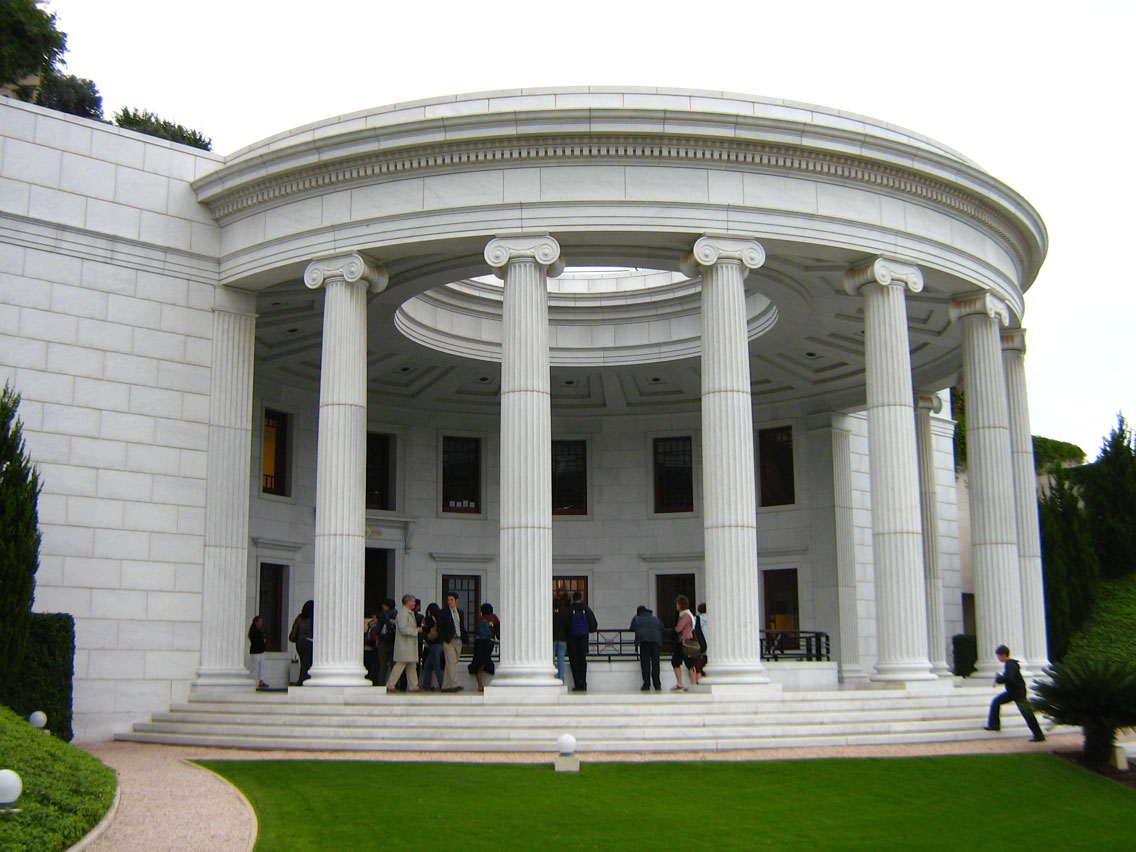
Centrum,pro studium posvátných textů
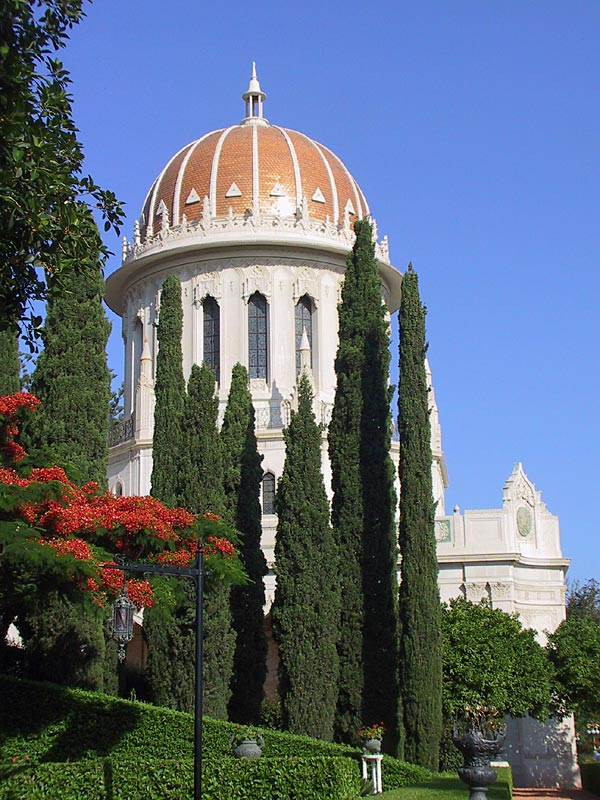
Bábova svatyně
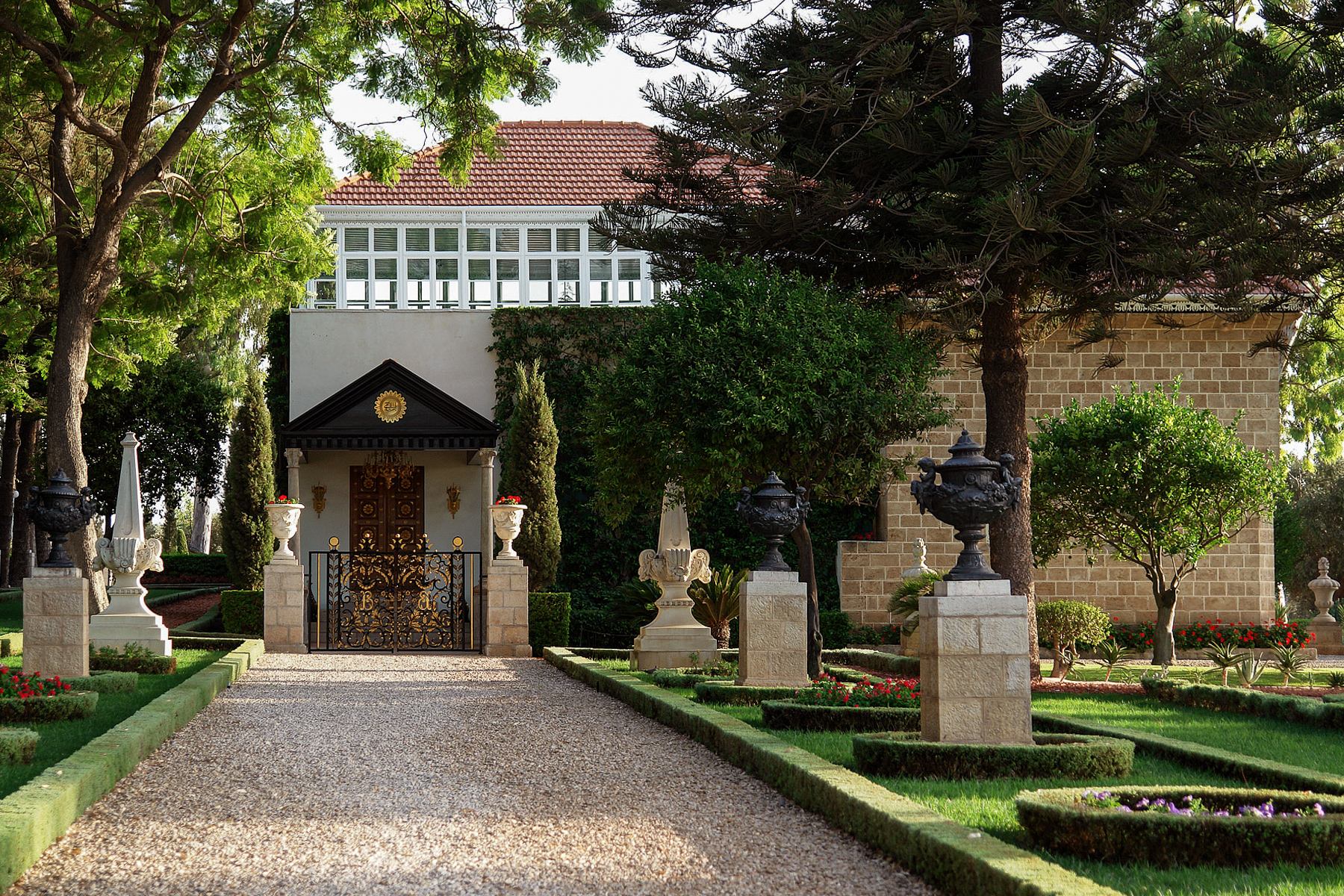
Bahá'u'lláhova svatyně
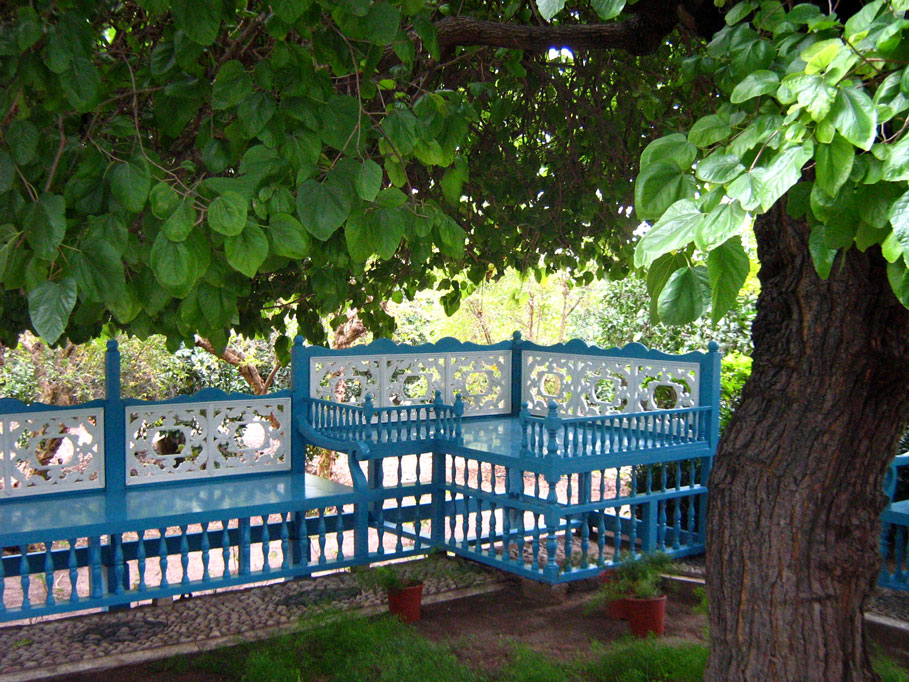
Zahrada Ridvan
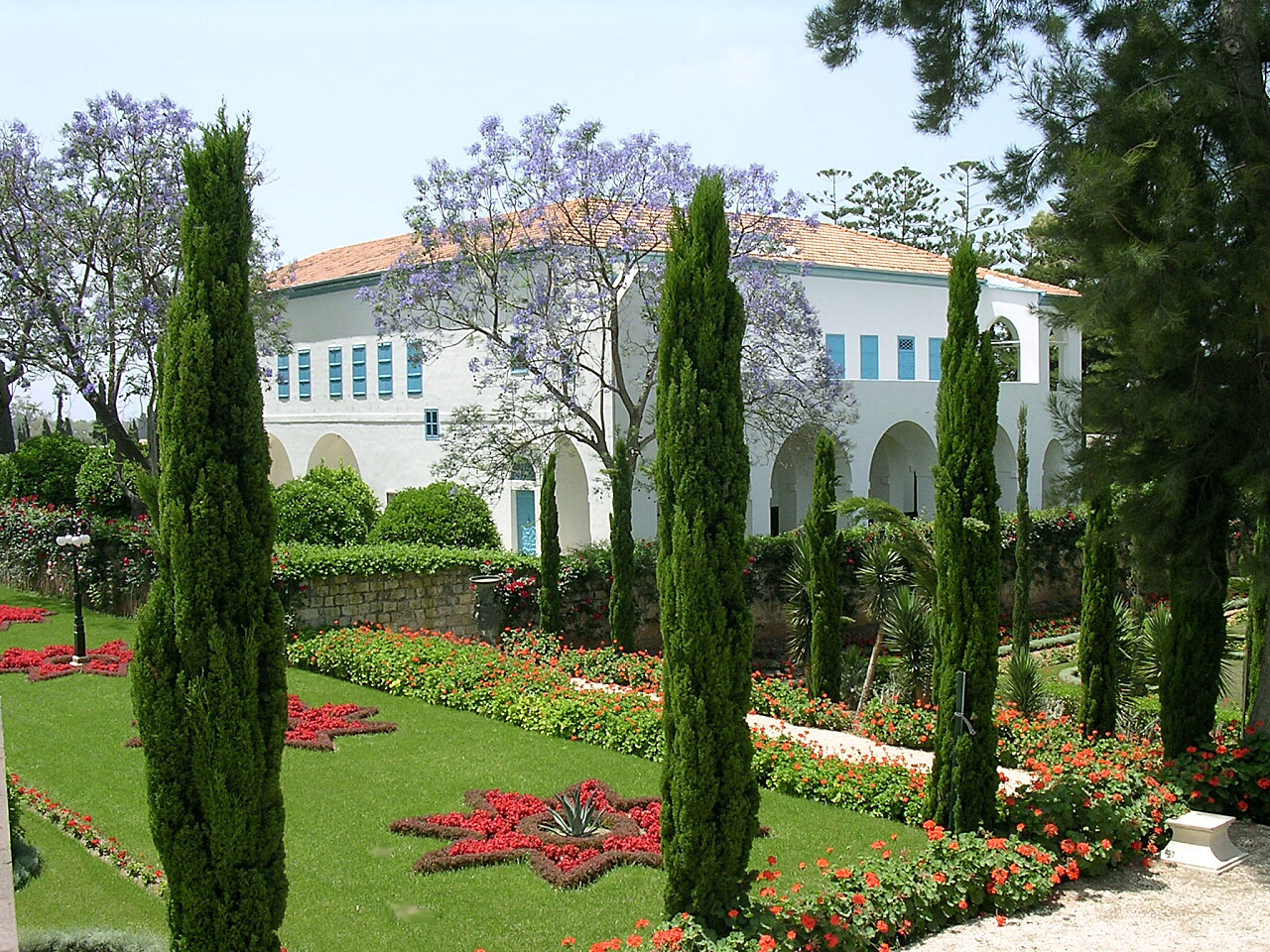
Venkovský dům Bahá’i
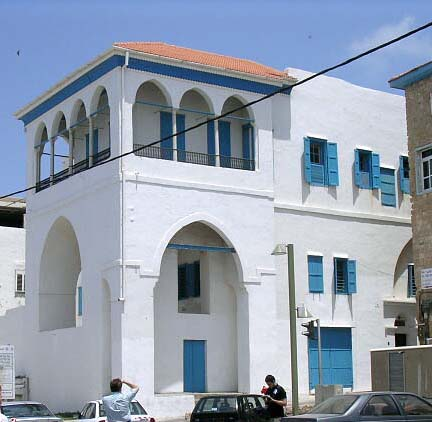
Dům Abbúd